# Okręg wyborczy nr 8 do Senatu Rzeczypospolitej Polskiej
Okręg wyborczy nr 8 do Senatu Rzeczypospolitej Polskiej obejmuje obszar części miasta na prawach powiatu Wrocławia (województwo dolnośląskie) – osiedla: Gądów-Popowice Południowe, Jerzmanowo-Jarnołtów-Strachowice-Osiniec, Karłowice-Różanka, Kleczków, Kowale, Kuźniki, Leśnica, Lipa Piotrowska, Maślice, Muchobór Mały, Muchobór Wielki, Nadoodrze, Nowy Dwór, Ołbin, Osobowice-Rędzin, Pawłowice, Pilczyce-Kozanów-Popowice, Polanowice-Poświętne-Ligota, Pracze Odrzańskie, Psie Pole-Zawidawie, Sołtysowice, Swojczyce-Strachocin-Wojnów, Szczepin, Świniary, Widawa, Żerniki. Wybierany jest w nim 1 senator na zasadzie większości względnej.
Utworzony został w 2011 na podstawie Kodeksu wyborczego. Po raz pierwszy zorganizowano w nim wybory 9 października 2011. Wcześniej obszar okręgu nr 8 należał do okręgu nr 3.
Siedzibą okręgowej komisji wyborczej jest Wrocław.

## Reprezentanci okręgu
| Rok  | Rok  | Senator            | Komitet wyborczy                              |
| ---- | ---- | ------------------ | --------------------------------------------- |
|      | 2011 | Jarosław Obremski  | KWW Rafał Dutkiewicz                          |
|      | 2015 | Jarosław Obremski  | KWW Obremski – niezależny Senator z Wrocławia |
|      | 2019 | Barbara Zdrojewska | KKW Koalicja Obywatelska PO .N iPL Zieloni    |
| 2023 |      | Barbara Zdrojewska | KKW Koalicja Obywatelska PO .N iPL Zieloni    |

## Wyniki wyborów
Symbolem „●” oznaczono senatorów ubiegających się o reelekcję.

### Wybory parlamentarne 2011
| Kandydat                                                                                      | Kandydat          | Komitet wyborczy                              | Głosów | Głosów | Głosów |
| Kandydat                                                                                      | Kandydat          | Komitet wyborczy                              | Liczba | %      | +/–    |
| --------------------------------------------------------------------------------------------- | ----------------- | --------------------------------------------- | ------ | ------ | ------ |
|                                                                                               | Jarosław Obremski | KWW Rafał Dutkiewicz                          | 63 717 | 41,89  | –      |
|                                                                                               | Leon Kieres ●     | Platforma Obywatelska RP                      | 53 785 | 35,36  | –      |
|                                                                                               | Kornel Morawiecki | KWW „Wolni i Solidarni” Kornela Morawieckiego | 34 615 | 22,76  | –      |
| Frekwencja: 58,72% Liczba głosów ważnych: 152 117 (97,17%) Źródło: Państwowa Komisja Wyborcza |                   |                                               |        |        |        |

● Leon Kieres reprezentował w Senacie VII kadencji (2007–2011) okręg nr 3.

### Wybory parlamentarne 2015
| Kandydat                                                                                      | Kandydat            | Komitet wyborczy                              | Głosów | Głosów | Głosów |
| Kandydat                                                                                      | Kandydat            | Komitet wyborczy                              | Liczba | %      | +/–    |
| --------------------------------------------------------------------------------------------- | ------------------- | --------------------------------------------- | ------ | ------ | ------ |
|                                                                                               | Jarosław Obremski ● | KWW Obremski – niezależny Senator z Wrocławia | 89 699 | 60,55  | –      |
|                                                                                               | Józef Pinior ●      | Platforma Obywatelska RP                      | 58 431 | 39,45  | +4,09  |
| Frekwencja: 59,51% Liczba głosów ważnych: 148 130 (93,65%) Źródło: Państwowa Komisja Wyborcza |                     |                                               |        |        |        |

● Józef Pinior reprezentował w Senacie VIII kadencji (2011–2015) okręg nr 2.

### Wybory parlamentarne 2019
| Kandydat                                                                                      | Kandydat             | Komitet wyborczy                           | Głosów  | Głosów | Głosów |
| Kandydat                                                                                      | Kandydat             | Komitet wyborczy                           | Liczba  | %      | +/–    |
| --------------------------------------------------------------------------------------------- | -------------------- | ------------------------------------------ | ------- | ------ | ------ |
|                                                                                               | Barbara Zdrojewska ● | KKW Koalicja Obywatelska PO .N iPL Zieloni | 122 071 | 65,64  | +26,19 |
|                                                                                               | Sergiusz Kmiecik     | Prawo i Sprawiedliwość                     | 63 891  | 34,36  | –      |
| Frekwencja: 70,63% Liczba głosów ważnych: 185 962 (96,78%) Źródło: Państwowa Komisja Wyborcza |                      |                                            |         |        |        |

● Barbara Zdrojewska reprezentowała w Senacie IX kadencji (2015–2019) okręg nr 7.

### Wybory parlamentarne 2023
| Kandydat                                                                                      | Kandydat                  | Komitet wyborczy                           | Głosów  | Głosów | Głosów |
| Kandydat                                                                                      | Kandydat                  | Komitet wyborczy                           | Liczba  | %      | +/–    |
| --------------------------------------------------------------------------------------------- | ------------------------- | ------------------------------------------ | ------- | ------ | ------ |
|                                                                                               | Barbara Zdrojewska ●      | KKW Koalicja Obywatelska PO .N iPL Zieloni | 136 168 | 62,09  | –3,55  |
|                                                                                               | Małgorzata Calińska-Mayer | Prawo i Sprawiedliwość                     | 52 224  | 23,81  | –10,55 |
|                                                                                               | Jerzy Michalak            | Bezpartyjni Samorządowcy                   | 30 912  | 14,10  | –      |
| Frekwencja: 80,83% Liczba głosów ważnych: 219 304 (98,43%) Źródło: Państwowa Komisja Wyborcza |                           |                                            |         |        |        |